# إيرني تيريل
إيرني تيريل (بالإنجليزية: Ernie Terrell)‏ مواليد 4 أبريل 1939 في بلزوني - الوفاة 16 ديسمبر 2014 في إفرغرين بارك، كان ملاكم أمريكي سابق صنّف ضمن فئة الوزن الثقيل. حقق بطولة رابطة الملاكمة العالمية.

## إحصائيات
خاض خلال مسيرته 55 نزالا، فاز في 46 ولم يتعادل وخسر في 9. فاز بالضربة القاضية في 21 نزالا.

## روابط خارجية
- إيرني تيريل على موقع IMDb (الإنجليزية)
- إيرني تيريل على موقع الموسوعة البريطانية (الإنجليزية)
- إيرني تيريل على موقع قاعدة بيانات الفيلم (الإنجليزية)
- إيرني تيريل على موقع بوكس ريك (الإنجليزية) (registration required)